# Трамиго
Трамиго (англ. Tramigo) — финская компания, производящая под одноимённой торговой маркой GPS-трекеры и противоугонные системы с использованием GPS.
Компания являлась финалистом премии Africacom Awards 2008.

## Конкуренты
На российском рынке есть уже несколько похожих устройств[уточнить] с близкими характеристиками:
- Автотрэк
- Каньон
- Геокар